# Menhirs de Veyssières
Les menhirs de Veyssières sont un groupe de cinq menhirs situés sur la commune de Saint-Raphaël, dans le département du Var en France.

## Protection
Les menhirs sont classés au titre des monuments historiques en 1938 pour les menhirs no 1 et no 2 et en 1969 pour le menhir no 3.

## Description
Sur les cinq menhirs, trois ont été retrouvés dressés. Le menhir no 1 mesure 1,65 m de haut pour 0,50 m de large. Le menhir no 2 mesure 2 m de haut pour 0,50 m de large. Ces deux menhirs sont en arkose.  Le menhir no 3  comporte une gravure serpentiforme surmontée d'une représentation humaine sur l'une de ses faces. Ces gravures, qui trouvent des parallèles dans le sud de la France et en Espagne, pourraient être du Néolithique ou de l'âge du Fer.

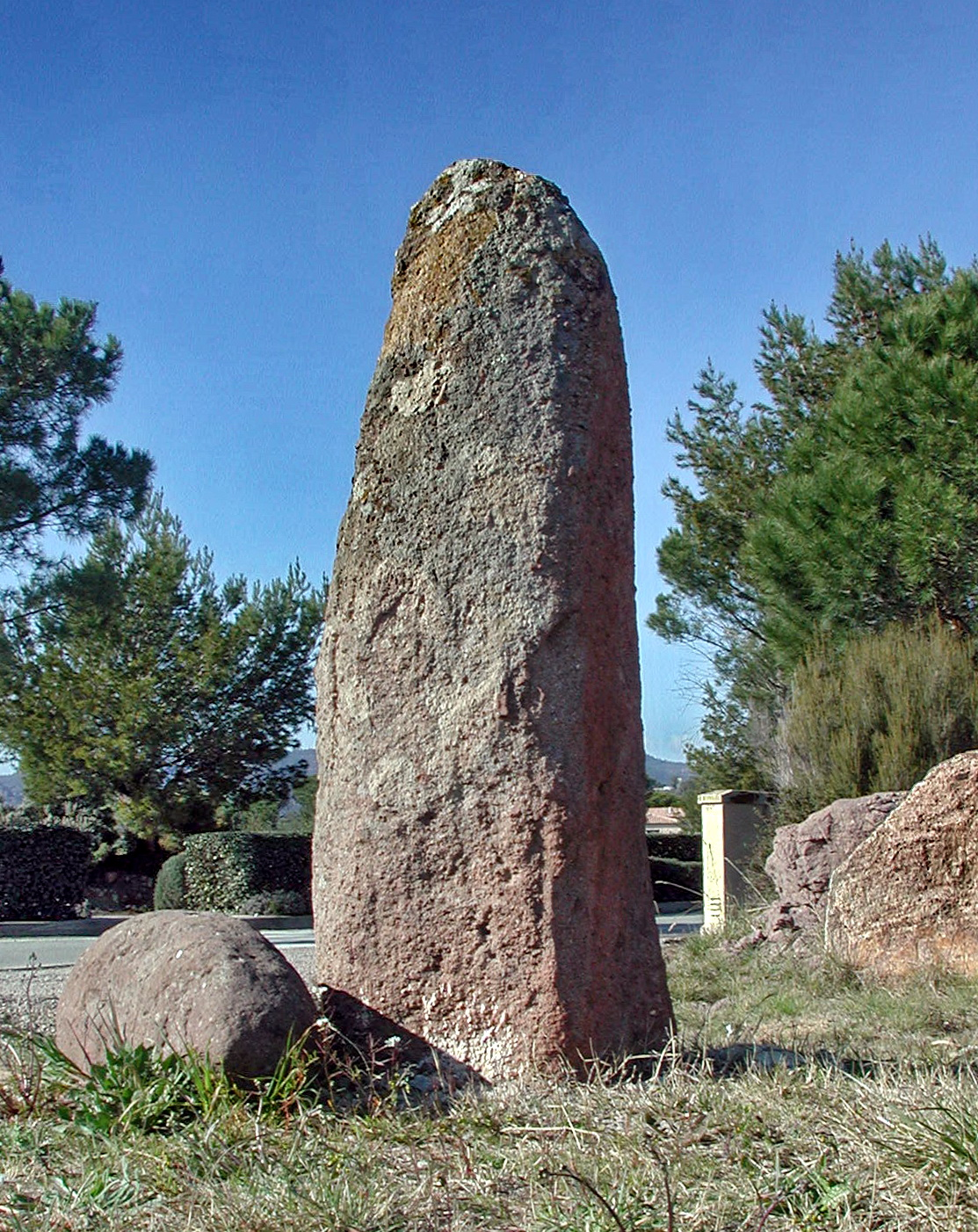
Menhir no 2, dit menhir de Valescure
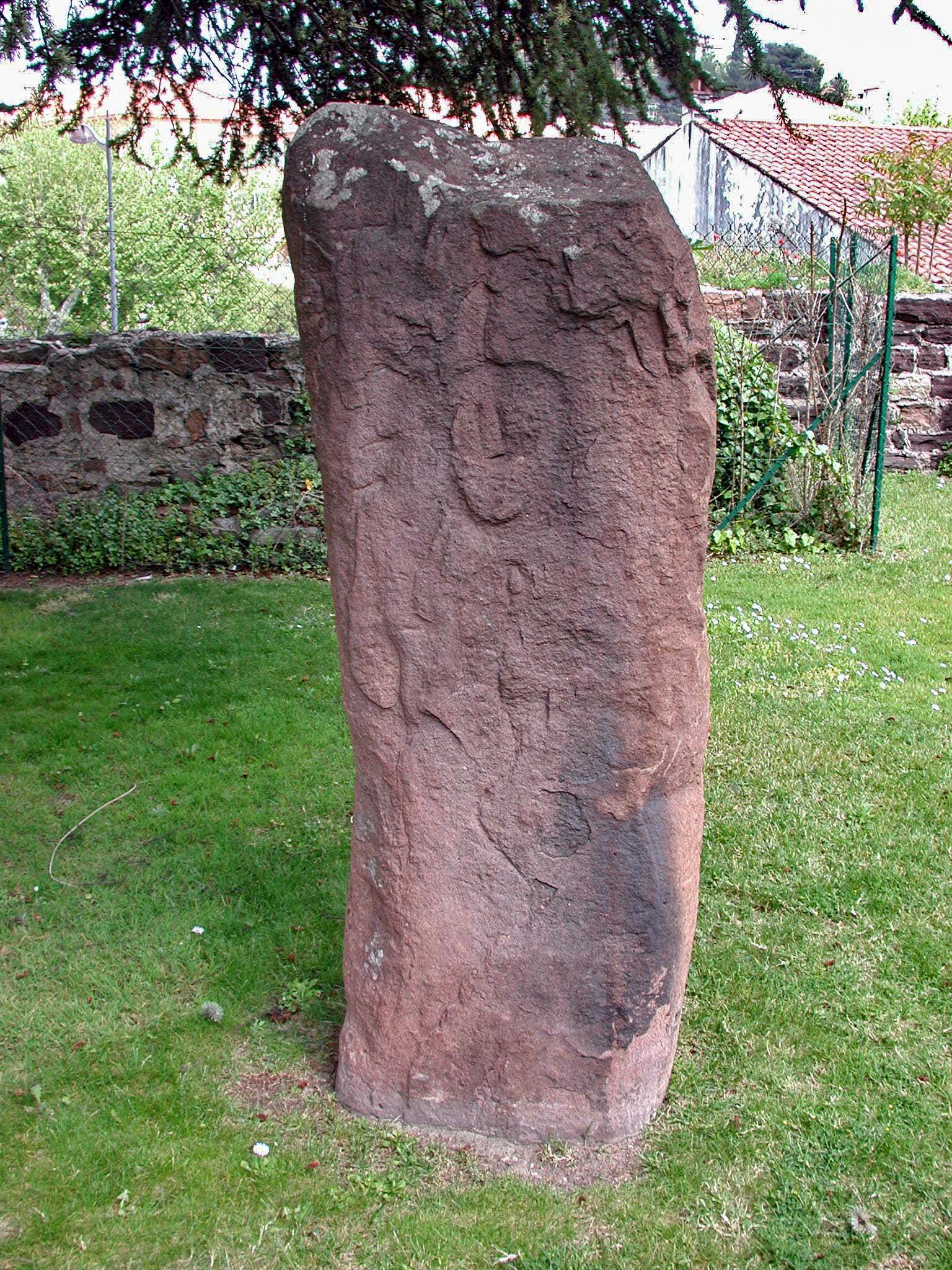
Menhir no 3

## Localisation
- Le menhir no 1 est demeuré en place : 43° 27′ 13″ N, 6° 49′ 32″ E.
- Le menhir no 2, parfois appelé Menhir de Valescure, a été déplacé :43° 27′ 01″ N, 6° 49′ 09″ E.
- Le menhir no 3 a été déplacé dans la cour du musée archéologique de Saint-Raphaël.